# Irrésistiblement
Singles de Sylvie Vartan
Comme un garçon
(1968) La Maritza
(1968)
Irrésistiblement est une chanson de Sylvie Vartan, sortie en 1968.

## Histoire de la chanson
La chanson est écrite par Jean Renard et Georges Aber,. La mélodie imaginée par Jean Renard comprend dès les premières notes une variation obligeant la chanteuse à utiliser un effet vocal dit de  voix de tête, passant en quelques notes à un registre aigüe. Sylvie Vartan est séduite par cette difficulté et décide de relever le défi. C'est un succès commercial qui vient conforter l'image d'une Sylvie Vartan irrésistible, face dans ces années 1960 à des concurrences telles que Françoise Hardy.
La chanson se classe n°2 des ventes en France (où elle s'est écoule à plus de 200 000 exemplaires) et en Italie, n°4 en Wallonie et n°18 au Japon.

## Liste des pistes
EP 7" 45 tours Baby Capone / Pas en été / Irrésistiblement / Je suis comme ça RCA 87071 (1968, France etc.)
A1. Baby Capone (3:23)
A2. Pas en été (2:47)
B1. Irrésistiblement (2:43)
B2. Je suis comme ça (2:43),
Single promo 7" 45 tours RCA Victor 46.170 (1968, France)
1. Irrésistiblement (2:50)
2. Je suis comme ça (2:50)[8]

Single 7" 45 tours (Allemagne, Espagne, Grèce)
1. Irrésistiblement (2:50)
2. Baby Capone (3:30)[9]

EP 7" 45 tours Baby Capone / Irrésistiblement / C'est un jour à rester couché / Ballade pour une fugue RCA 87071 (1969, Brésil)
A1. C'est un jour à rester couché
A2. Baby Capone
B1. Irrésistiblement
B2. Ballade pour une fugue

## Classements

### Baby Capone / Irrésistiblement
| Classement (1968)                        | Meilleure position |
| ---------------------------------------- | ------------------ |
| Belgique (Wallonie Ultratop 50 Singles), | 4                  |
| France                                   | 2                  |
| Italie                                   | 2                  |
| Japon                                    | 18                 |

## Reprises
Le titre a été repris par le Grand Orchestre de Paul Mauriat.